# Катусси, Фирас
Фирас Катусси (араб. فراس القطوسي‎; род. 6 сентября 1995) — тунисский тхэквондист, олимпийский чемпион игр 2024 года в категории до 80 кг.

## Карьера
Успешно представлял свою страны на африканских соревнованиях и в турнирах серии Гран-При. В 2022 году Катусси завоевал бронзу на Чемпионате мира по тхэквондо в мексиканской Гвадалахаре в категории до 74 килограмм.
В 2020 году он перешел в более тяжелую категорию до 80 килограмм. Поначалу Катусси не удалось закрепить свои предыдущие результаты: он неудачно выступил на олимпийской квалификации в Рабате и не сумел завоевать путевку на игры в Токио. Затем тхэквондист вернулся в прежний вес, но через два года он вновь попробовал свои силы до 80 килограмм: на Средиземноморских играх в Оране тунисец завоевал бронзу.
Спортсмену удалось отобраться на Олимпиаду 2024 года в Париже. На играх в столице Франции ему удалось принести своей стране первую золотую медаль: в финале до 80 кг Катусси в двух раундах переиграл иранца Мхрана Бархордари. Высокого результата он добился под руководством казахстанского тренера Есбола Султанова, в октябре 2023 года возглавившего сборную Туниса по тхэквондо.